# Sphex incomptus
Sphex incomptus är en biart som beskrevs av Gerstaecker 1871. Sphex incomptus ingår i släktet Sphex och familjen grävsteklar.

## Underarter
Arten delas in i följande underarter:
- S. i. anonymus
- S. i. incomptus